# Никольский единоверческий монастырь
Московский Никольский единоверческий монастырь — бывший мужской единоверческий монастырь Русской православной церкви, располагавшийся на окраине Москвы — в районе Преображенской слободы. Сегодня бывший монастырь расположен в районе Преображенское, Восточного административного округа города Москвы, и сегодня его территория относится к Воскресенскому благочинию Московской епархии.
Монастырь знаменит тем, что в нём служили несколько известных миссионеров, специализировавшихся на работе со старообрядцами. Именно в этом монастыре проходили первые съезды так называемых епархиальных противораскольнических миссионеров. Монастырь стал официальным центром подготовки единоверческих священников, и многие послушники и трудники монастыря стали священниками на единоверческих приходах во множестве епархий РПЦ.

## История открытия монастыря
В XVIII веке на месте монастыря существовала Преображенская община старообрядцев-беспоповцев
В 1854 году община старообрядцев-федосеевцев распалась и часть её была принята в Православную Церковь. Так, добровольно перешли в единоверие прихожане Преображенского дома: Гучковы, Носовы, Гусаровы, Бавыкины, Осиповы и другие, образовавшие новый приход. В этой связи император Николай Павлович повелел основать на Преображенском кладбище православную церковь, передав новообразованному Никольскому единоверческому приходу Успенскую часовню. В трапезной части часовни был создан придел во имя святителя Николая Чудотворца, освящённый 3 апреля 1854 года митрополитом Московским Филаретом (Дроздовым).
А 19 декабря того же года святителем Филаретом был освещен и алтарь надвратного Крестовоздвиженского храма, также отошедший к единоверцам. В 1855 году на приходе была открыта церковно-приходская школа. Вскоре, после пристройки алтарной апсиды к главной части храма, 2 июня 1857 года святитель Филарет Московский освятил главный престол в честь Успения Пресвятой Богородицы. Алтарные пристройки и другие приспособления прихожане единоверцы устроили на свои средства.
После перехода в единоверие из белокриницкого согласия трёх епископов — Онуфрий (Парусов), Пафнутий (Овчинников) и Сергий, один иеромонах — Иоасаф, два архидиакона — Филарет (Захарович) и Кирилл (Загадаев), и два иеродиакона — Мельхиседек и Феодосий, а также некоторое количество простых монахов, они обратились с прошением к митрополиту Московскому Филарету (Дроздову) дать им место служения. Чтобы объединить всех единоверцев, было решено создать на месте мужского отделения беспоповского Преображенского богаделенного дома единоверческий монастырь. Некоторые беспоповцы ранее призреваемые на мужском дворе также добровольно присоединились к Русской православной Церкви. А для тех, кто решил оставаться в старообрядческой общине был произведен ремонт в корпусах на женской половине Преображенского двора. Территория же мужской половины была выкуплена у старообрядцев за золотые рубли, о чём есть свидетельство очевидца и участника тех событий.
Игумен Филарет (Захарович) в своей «Исторической записке об основании Никольского монастыря» по этому поводу писал:

В решении этом между прочим сказано, чтобы призреваемые в зданиях мужского отделения Преображенского богаделенного дома до 25 беспоповцев переведены были в свободные здания женского отделения Преображенского богаделенного дома с предоставлением занимаемого ими помещения и вновь воздвигаемого флигеля единоверческому монастырю, но с тем, чтобы за эти здания, согласно мнению Министра внутренних дел и министра финансов, было назначено беспоповцам соответственное денежное вознаграждение, за строящийся флигель единоверцами, а за занимаемые призреваемыми беспоповцами помещения, если сами единоверцы не признают возможности приобрести оные покупкою на собственные средства, из сумм государственного казначейства, по предварительной оценке, и в размере, не превышающем 25 тысяч рублей. Там же сказано, что для скорейшего окончания дела, обращающего на себя особенное внимание Государя Императора, комитет министров положил, чтобы «ныне же, и не ожидая оценки, передать единоверцам для устройства монастыря здания, занимаемые беспоповцами на мужском отделении Преображенского богаделенного дома в Москве, с переводом призреваемых в тех зданиях в помещения женского отделения означенного богаделенного дома». Его Императорское Величество 12 ноября Высочайше изволил положить на журнале комитета министров собственноручную резолюцию: «Исполнить».

Всё имущество монастыря было выкуплено у старообрядческой общины по акту описи царской Россией за 25000 золотых рублей, что отражено в документах, хранящихся в ЦГА Москвы.
конце 1865 года митрополит Филарет (Дроздов) обратился к императору с ходатайством учредить мужской единоверческий монастырь на Московском Преображенском кладбище, на месте мужской половины Преображенской общины беспоповцев, Духовным Советом которых в марте 1863 года было принято решение о выходе из раскола и воссоединении с Православной Церковью. Высочайшее разрешение было получено — и 16 мая 1866 года монастырь был освящен. Сам святитель Филарет по болезни присутствовать на открытии не смог и послал своего викария  Леонида, епископа Дмитровского.

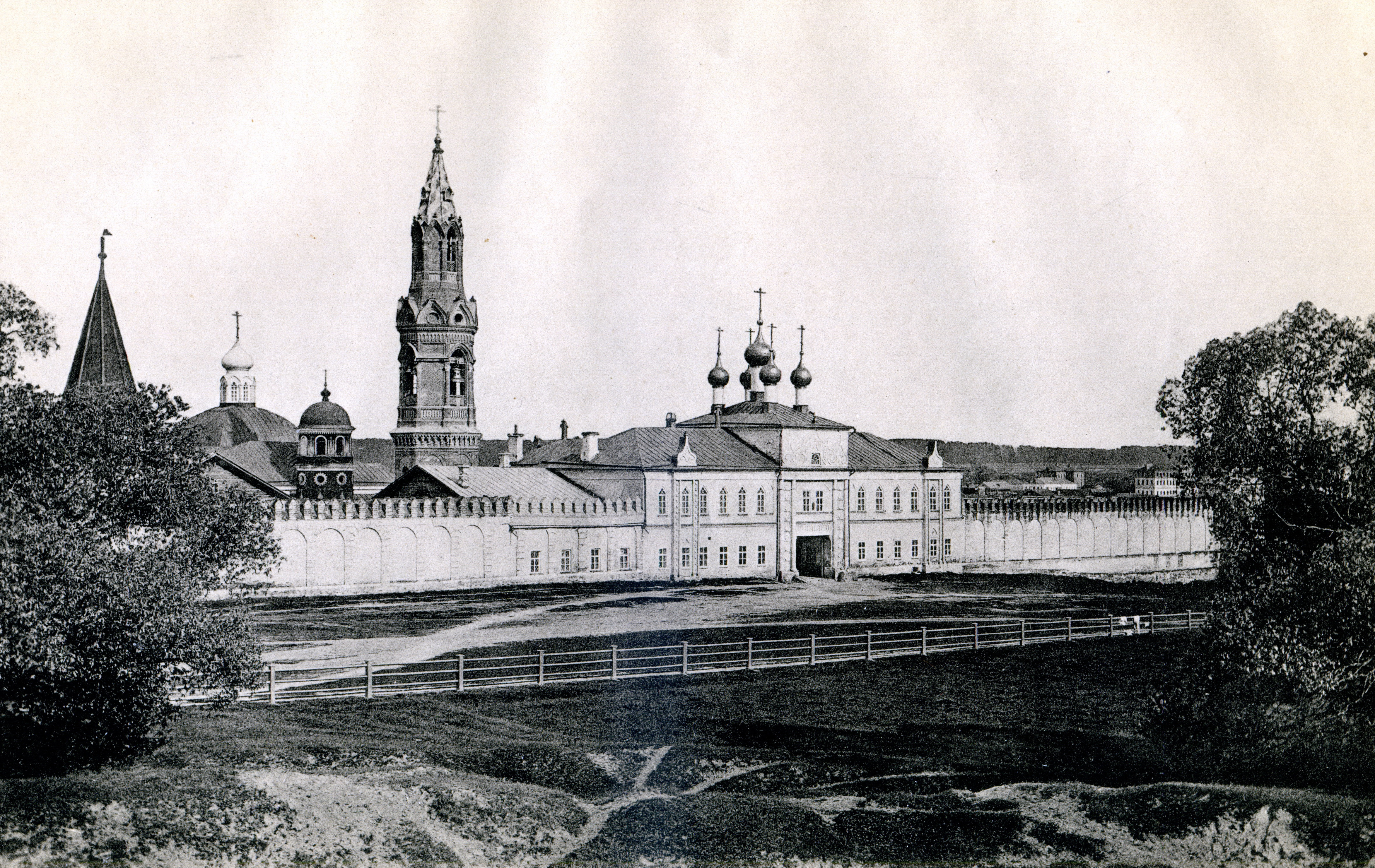
Вид на Никольский монастырь со стороны главных ворот, 1895 год

Таким образом, весь Никольский единоверческий монастырь освящен и благословлен великим угодником Божьим — святителем Филаретом(Дроздовым), митрополитом Московским и является живым памятником ему в Москве.
По архивным документам, на территории бывшего монастыря есть захоронения праведников и известнейших миссионеров Русской Православной Церкви XIX века:
Первого игумена единоверческого Никольского монастыря архимандрита Павла Прусского (Леднева)
игумена Сергия (Смирнова)
профессора Московской Духовной Академии Николая Субботина
До сих пор их могилы не восстановлены.
На территории бывшего монастыря также находилось братское кладбище, на котором были похоронены известные Церковные деятели, писатели, купцы и фабриканты России (попечители монастыря) — ранее известный Некрополь, который ныне также остается разрушенным и забытым.

## Описание монастыря

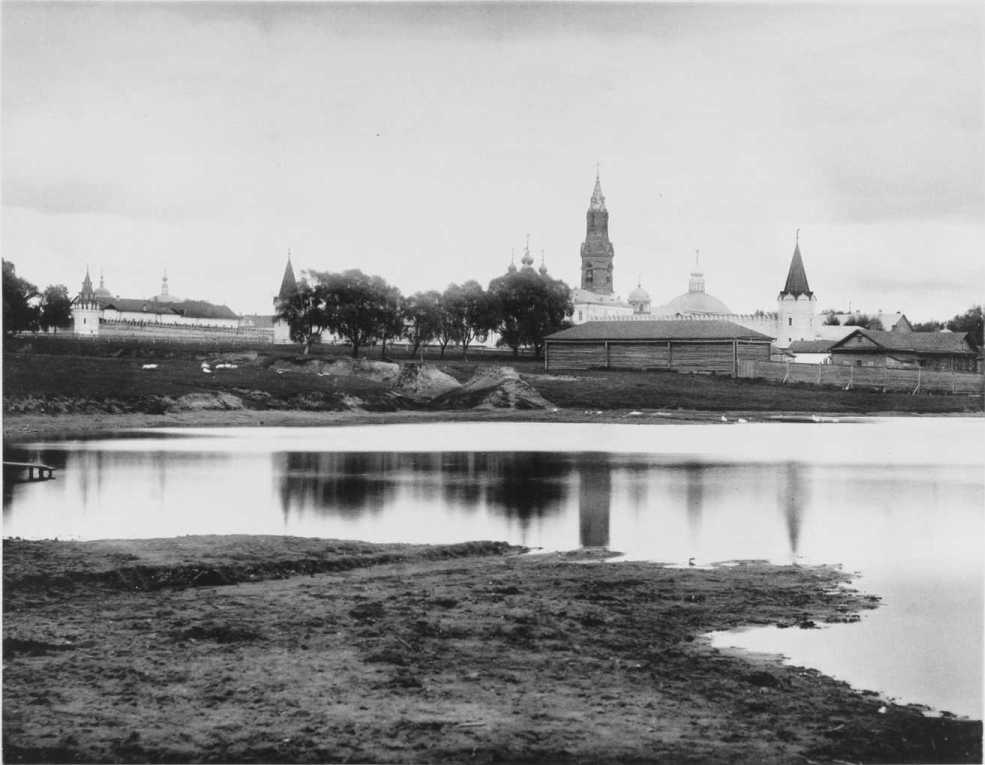
Вид на мужскую обитель через Хапиловский пруд, 1888 год.

По дореволюционному делению территории, монастырь относился ко 2-му участку Лефортовской части города Москвы, и находился на самой окраине Москвы, за Камер-Коллежским валом, вблизи Преображенской заставы.
Над воротами при входе из бывшей молельни была устроена пятиглавая церковь Воздвижения. Смежно с церковью находилась библиотека, завещанная монастырю Алексеем Ивановичем Хлудовым, открытая в 1883 году; в ней было множество греческих и славянских харатейных (хартия — летопись) рукописей, богослужебных, догматических, поучительных старопечатных книг, книг новой печати богословского и исторического характера. В нижнем этаже находилась церковно-приходская школа, открытая в 1855 году на средства монастыря, до этого содержавшаяся на средства Преображенского дома. Келья настоятеля была расположена в небольшом каменном флигеле с северной стороны Успенского храма. До открытия монастыря здесь жил смотритель, а ранее у беспоповцев размещалась контора. В ней заседали наставники и попечители, обсуждали и решали все дела, утверждали и рассылали по всей Руси послания, наставления и так далее. Братские кельи находились на восточной стороне Успенского храма, в двухэтажном каменном корпусе, где прежде помещалась богадельня.
В 1907 году в монастыре был игумен, 22 монаха, 41 послушник.

## Монастырь после 1917-го года
В 1917 году большая часть «Хлудовской библиотеки», собранной А. И. Хлудовым, поступила в Государственный исторический музей.
К 1923 году монастырь был закрыт, и превращён в дом коммуны завода Радио. Главный соборный храм превращён в приходской. В 1930-х гг. стены и башни монастыря были разобраны, юго-восточную часть монастырской земли заняло расширившееся кладбище. В 1977—1980 гг. под руководством И. К. Русакомского отреставрированы колокольня и сохранившаяся часть монастырских стен.
А в 1923 году монастырь был окончательно закрыт и весь архив с остатками рукописей Никольского единоверческого монастыря оказался в ГИМ, где хранится и поныне. Большое количество древних икон также были вывезены в Исторический музей, откуда потом часть из них попала в Третьяковскую галерею, а небольшое количество — в Музей Коломенское. В 1920-х годах в здании бывшей монастырской школы и в кельях монастыря открыта трудовая школа, а после размещались различные учреждения, например общежитие завода Радио.
В первой половине 1920-х годов Советская власть передала храм во владение обновленцам. Но единоверческая община не освободила весь храм и осталась существовать в передней — Успенской части храма. Храм был разделён на две части, так что главная часть храма с Успенским престолом была отделена стеной от обновленческой — трапезной части. В отделенной трапезной части, в дополнение к существовавшему с середины XIX века Никольскому (левому) приделу, сооружается новый Успенский (правый) придел.
К 1930 году единоверческая община в передней — Успенской части храма практически прекратила существовать. И в 1930 году в связи с ликвидацией общины новопоморцев в Токмаковом переулке, единоверческая — Успенская часть храма была передана Советскими властями старообрядцам беспоповского новопоморского толка, занимающим её и поныне.
Трапезная — Никольская часть храма с двумя приделами сегодня принадлежит православному приходу. В интерьере сохранились иконы XV—XVII веков.
1 января 2020 года в Никольском храме бывшего единоверческого мужского монастыря, что на Преображенском кладбище в Москве, игумен Кирилл (Сахаров) совершил молебен святому Вонифатию перед его образом с частицей мощей. Это была первая служба по старому обряду после столетнего перерыва.

## Монастырские архитектурные сооружения

### Храм святителя Николая Чудотворца

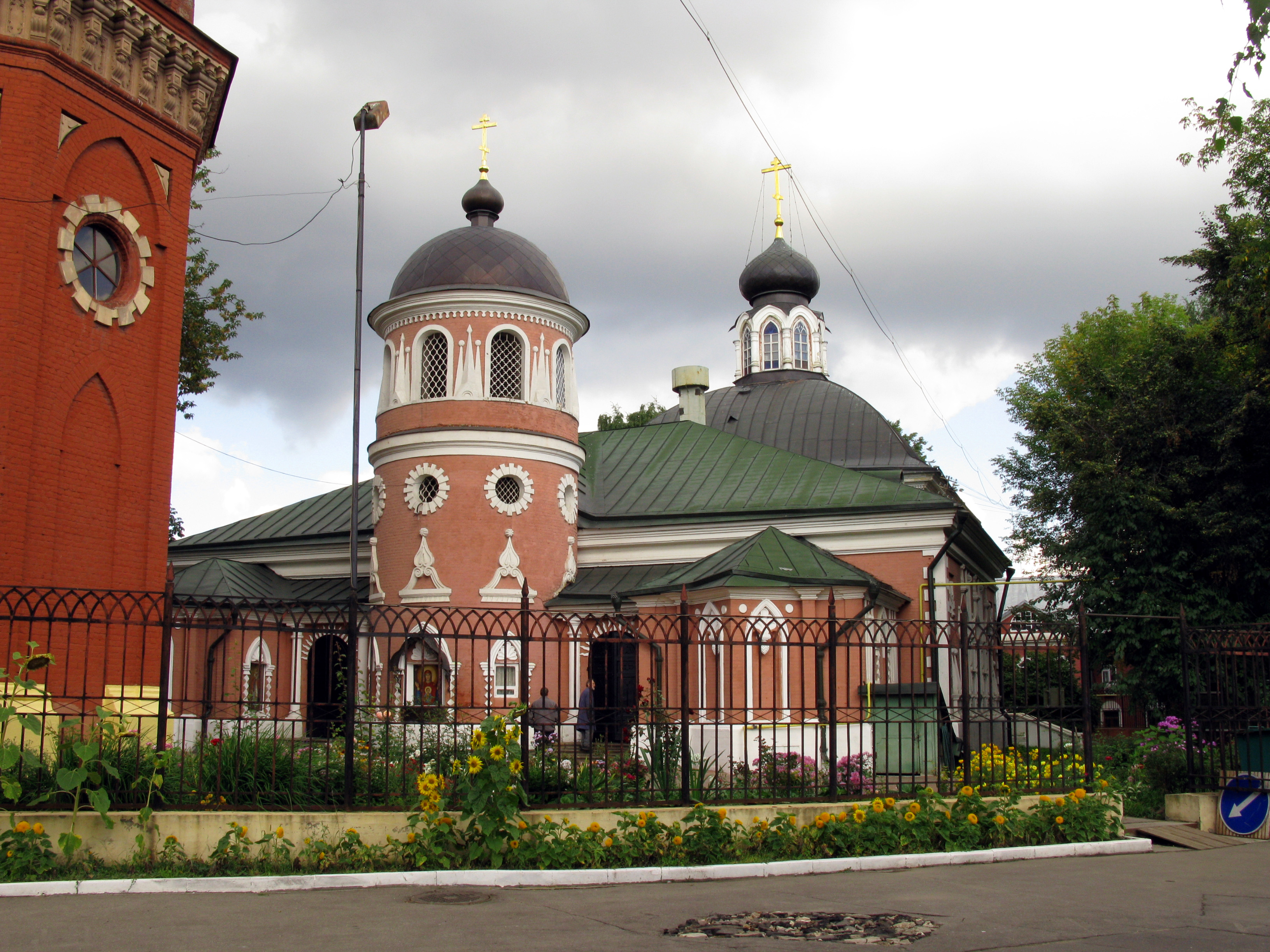
Никольский храм (западная сторона)

В некоторых источниках именуется — Храм Успения Пресвятой Богородицы, так как центральный престол был посвящён именно Успению Богородицы. Находится посреди монастырского двора. Построен в 1784 году как старообрядческая часовня.
Придел святителя Николая Чудотворца освящен святителем Филаретом, митрополитом Московским 3 апреля 1854 года. Успенский (центральный) престол освящен святителем Филаретом, митрополитом Московским 2 июня 1857 года.
Всё внешнее и внутреннее устройство храма произведено И. Ф. Гучковым при содействии архитектора Вивьена.
При храме имеется невысокая колокольня.

### Храм Воздвижения Креста Господня

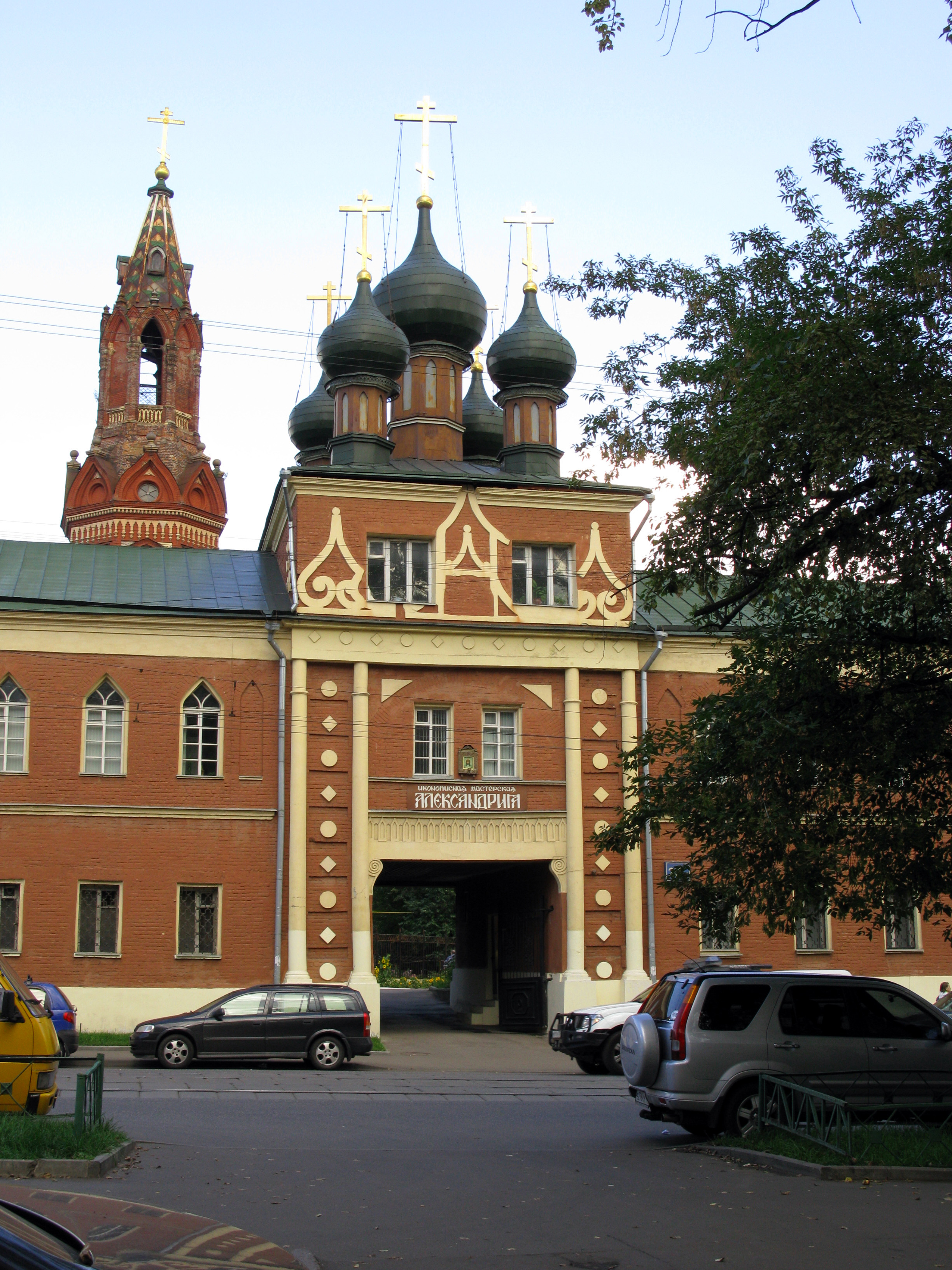
Храм Воздвижения Креста Господня
(над западными воротами)

Тёплый, над западными воротами храм построен в 1801 году, а освящен святителем Филаретом, митрополитом Московским 19 декабря 1854 года.
Центральная часть всего здания двухэтажная, по краям к нему впритык пристроены одноэтажные флигеля.
После закрытия Никольского единоверческого монастыря некоторое время храм продолжал быть действующим, но вскоре был закрыт. Храм и пристроенное к нему здание были превращены в общежитие и все пять глав были сломаны.
С середины 1990-х годов сильно перестроенное здание, в котором был храм, передано церкви.
В здании разместилась реставрационно-иконописная мастерская «Александрия», на средства которой был проведён капитальный ремонт, восстановлены все 5 куполов и вызолочены кресты на куполах.

### «Преображенская свеча» — монастырская колокольня
Кроме небольшой звонницы, пристроенной к западной части главного монастырского храма Успения Пресвятой Богородицы, ещё западнее выстроена отдельно стоящая 40-метровая колокольня 1876—1879 годов постройки. Колокольня, выполненная в готическом стиле, построена на средства благотворителей, главным образом Алексея Ивановича Хлудова и Ивана Васильевича Носова. В некоторых источниках указано, что архитектором колокольни был Горностаев Ф. Ф., однако это не может быть правдой, т.к. данный архитектор родился в 1867 году и на момент начала строительства колокольни ему было 9 лет. Колокольня, вероятнее всего, была построена по проекту архитектора Максима Геппенера.
Причиной строительства колокольни стал большой колокол весом почти в 5 тонн, пожертвованный храму Макаром Николаевичем Кабановым.
В народе колокольня получила прозвание «Преображенская свеча».
В 1920-е годы с колокольни были сняты все колокола и увезены в неизвестном направлении.
В 1960-е годы колокольня находилась в жалком состоянии: крыша провалилась, вид был почерневший, темно-грязный (М. Л. Богоявленский). В конце 1970-х годов её отремонтировали, крест вызолотили. Колоколов на ней тогда не было, и проход к ней был закрыт забором. Небольшие колокола сохранились лишь на звоннице в западной части храма.
В 2013 году на отдельно стоящую колокольню вновь были установлены 9 новых колоколов, отлитых на Урале, самый большой из которых весил 700 кг. Освящение колоколов состоялось 28 июля 2013 года, совершил его епископ Орехово-Зуевский Пантелеимон (Шатов).

## Братское кладбище монастыря
Братское кладбище Никольского единоверческого монастыря — некогда очень известный, но ныне разрушенный некрополь.
Здесь были похоронены многие из известных церковных деятелей, писателей, купцов и фабрикантов России (попечители монастыря).

## Настоятели

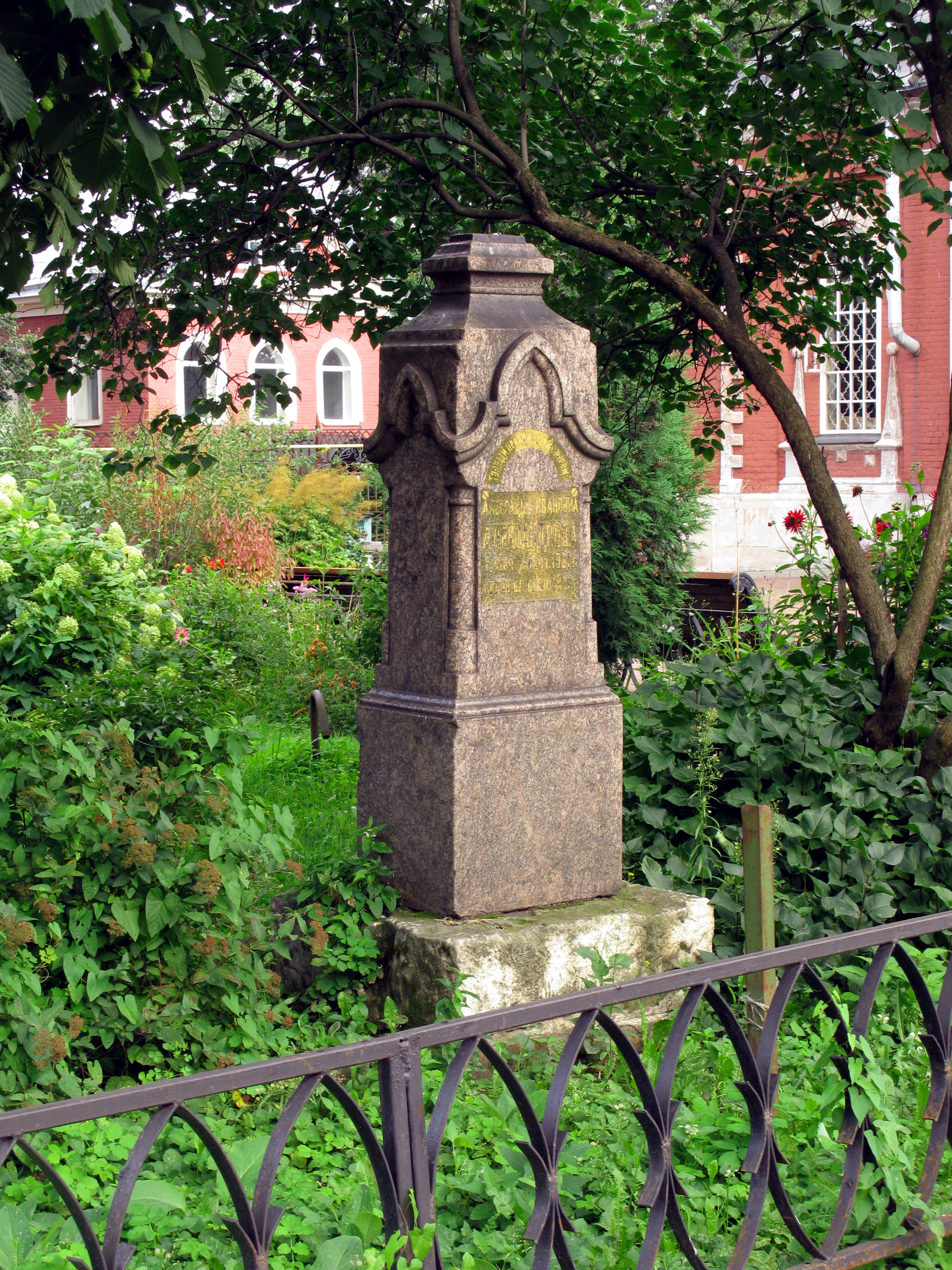

1. Архимандрит Тарасий (15 мая — июль 1866) — первый настоятель и устроитель монастыря;
2. Инок Онуфрий (Парусов) (июль 1866 — середина 1867)
3. Иеромонах Пафнутий (Овчинников) (середина 1867 — 10 июня 1868)
4. Архимандрит Павел (Леднёв) (11 июня 1868 — 27 апреля 1895)
5. Игумен Иероним (Юдин) (май 1895 — 15 июня 1896)
6. Игумен Сергий (Смирнов) (15 июня 1896 — 12 декабря 1908)
7. Архимандрит Мина (Шустов) (1908 — 17 апреля 1911)
8. Епископ Никанор (Кудрявцев) (октябрь 1911 — 30 октября 1923).

## Святые, связанные с монастырём
1. Святитель Филарет (Дроздов), митрополит Московский — 3 апреля 1854 года совершил освящение Никольского престола в Соборном храме Преображенского Богадельного дома, 19 декабря 1854 года совершил освящение престола и произнес проповедь Архивная копия от 14 апреля 2019 на Wayback Machine в надвратном храме Воздвижения Креста Господня, 2 июня 1857 года совершил освящение престола Успения Божией Матери и произнес проповедь в Соборном храме;
2. Священномученик Владимир (Богоявленский), митрополит Киевский — 2 июня 1905 года свщмч. Владимир, будучи митрополитом Московским и Коломенским, участвовал в отпевании, по единоверческому чину, проф. Николая Субботина, затем погребённого близ могилы архим. Павла (Леднева) в Никольском единоверческом монастыре;
3. Священномученик Серафим (Остроумов), архиепископ Смоленский — в мае 1916 года свщмч. Серафим, будучи епископом Бельским, викарием Холмской епархии, проживал в монастыре и участвовал в монастырских богослужениях, посвящённых пятидесятилетию открытия Никольского монастыря;
4. Священномученик Тихон (Никаноров), архиепископ Воронежский — 1 мая 1895 года свщмч. Тихон, будучи епископом Можайским, викарием Московской епархии, служил заупокойную божественную литургию у гроба почившего настоятеля архим. Павла (Леднева), а затем участвовал в его отпевании по единоверческому чину;
5. Священномученик Варсонофий (Лебедев), епископ Кирилловский — будучи ещё семинаристом, приезжал в монастырь и беседовал с архим. Павлом (Ледневым) в 1894 году, и эти беседы повлияли на решение принять монашество и стать епархиальным миссионером;
6. Преподобномученик Варлаам (Коноплёв), архимандрит — его беседы в монастыре с архим. Павлом (Ледневым) повлияли на решение присоединиться из раскола к Православной Церкви и в дальнейшем принять монашество;
7. Преподобномученик Иоасаф (Боев), архимандрит — в 1918—1921 годах был в братстве Никольского единоверческого монастыря, в 1923—1924 годах жил в бывшем монастыре и, возможно, служил без зачисления в штат храма свт. Николая на Преображенском кладбище;
8. Преподобномученик Мина (Шелаев), архимандрит — в 1910—1913 годах исполнял должность учителя церковно-приходской школы при Никольском единоверческом монастыре, фактором становления Ивана Власовича Шелаева как православного миссионера явилась его духовная близость с настоятелем монастыря игуменом Миной (Шустовым);
9. Преподобномученик Серафим (Булашов), игумен — в 1899—1915 годах был в братстве Никольского единоверческого монастыря, пройдя все степени от послушника до иеромонаха, а с 1911 года исполнял должность благочинного монастыря[14];
10. Священномученик Сергий Голощапов, протоиерей — в 1922—1925 годах служил без зачисления в штат храма святителя Николая на Преображенском кладбище.